# (36939) 2000 SB237
2000 SB237 (asteroide 36939) é um asteroide da cintura principal. Possui uma excentricidade de 0.17734235 e uma inclinação de 0.73413º.
Este asteroide foi descoberto no dia 24 de setembro de 2000 por LINEAR em Socorro.